# After the Sunset
After the Sunset är en amerikansk långfilm från 2004 i regi av Brett Ratner, med Pierce Brosnan, Salma Hayek, Woody Harrelson och Don Cheadle i rollerna.

## Handling
Max och hans fästmö har bosatt sig på en paradisö och lever på bytet från hans sista kupp, men ännu en diamantstöld lockar.

## Om filmen
Filmen är inspelad i Kalifornien och på Bahamas.
Den hade världspremiär i Bahrain och Förenade arabemiraten den 10 november 2004 och svensk premiär den 1 april 2005, åldersgränsen är 11 år.

## Rollista
| Pierce Brosnan     | – Max Burdett    |
| Salma Hayek        | – Lola Cirillo   |
| Woody Harrelson    | – Stan Lloyd     |
| Don Cheadle        | – Henri Mooré    |
| Naomie Harris      | – Sophie         |
| Chris Penn         | – Rowdy Fan      |
| Troy Garity        | – Luc            |
| Obba Babatundé     | – Zacharias      |
| Russell Hornsby    | – Jean-Paul      |
| Mykelti Williamson | – Agent Stafford |
| Rex Linn           | – Agent Kowalski |